# Lord John Marbury
 Lord John Marbury  es el decimoprimer capítulo de la serie dramática El ala oeste.

## Argumento
India y Pakistán se encuentran al borde de la guerra. Y dado que ambos tienen capacidad nuclear, se puede convertir en un conflicto global –implicando incluso a China-. Para intentar solucionar el conflicto el presidente llama a un excéntrico diplomático británico llamado John Marbury. La noticia de los enfrentamientos entre ambos países, coge a C.J. sin información suficiente, lo que mina su credibilidad. Esto se debe a que no es debidamente informada por el equipo de Seguridad del Presidente. Al final Toby se disculpará ante ella por no haberle confiado tan importante asunto.
Zoey Bartlet le pide una cita a Charlie, lo que hará que este tenga que pedirle permiso al Presidente. Este último le informará que no será fácil, sobre todo por sus diferencias raciales. Por otra parte Josh es obligado a testificar en la investigación por drogas dentro de la Casa Blanca. Y Mandy le comenta a Sam la posibilidad de trabajar para un congresista Republicano Moderado.

## Curiosidades
- La por entonces Secretaria de Estado Madeleine Albright comentó en una entrevista a la revista Time que, para ella, este episodio es una de las mejores exposiciones que se han visto nunca en Televisión del manejo de la política extranjera en los Estados Unidos.
- Hay un error en el episodio al describir a Lord John Marbury. Se le da el título de antiguo Embajador en la India. Pero el título correcto sería Alto Comisionado, puesto que tanto la India como el Reino Unido pertenecen a la Commonwealth.

## Enlaces
- Ficha en FormulaTv
- Enlace al Imdb
- Guía del Episodio (en inglés)

- Datos: Q9023719